# 歌內站

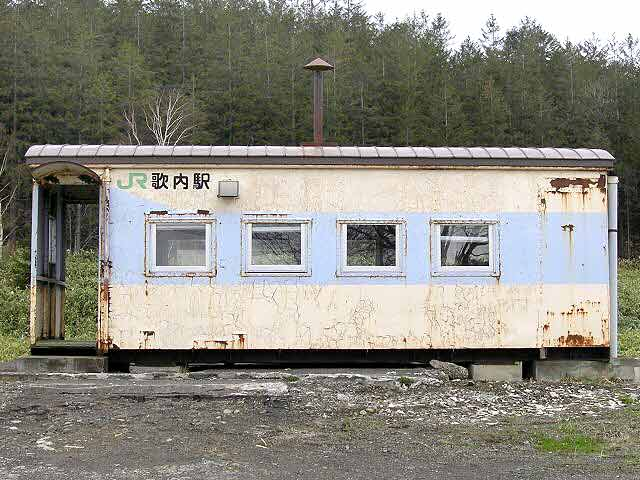
2005年時的站房外貌。

歌内站（日语：／ Utanai eki */?）是北海道旅客鐵道宗谷本線沿線的一個無人站，位於日本北海道中川郡中川町，車站編號為W65。因使用人數持續不足，於2022年3月12日被廢站。

## 車站構造
- 一座側式月台與一條乘車線的地面車站。無人車站。
- 在車站還設置職員時，在舊車站建築的基礎上使用舊車廂改造成候車室。設有洗手間。

## 站名由來
來自阿伊努語的「ut-nay」，意思為「肋骨的河流」。

## 車站周邊
車站附近為山葵的採摘地區，亦是小飛鼠的棲息地。
- 國道40號
- 歌內橋
- 天鹽川

## 歷史
- 1923年11月10日：國有鐵道天鹽線的宇戶內站啟用。一般車站。
- 1924年6月25日：天鹽線改稱為天鹽南線。
- 1926年9月25日：天鹽南線與天鹽北線合併並改稱為天鹽線。
- 1930年4月1日：天鹽線改稱為宗谷本線。
- 1951年7月20日：車站改名為歌內，同日，鄰近的譽平站也改名為天鹽中川。
- 1977年5月25日：廢除貨物裝卸。
- 1984年：

- 2月1日：取消行李處理。
- 11月10日：導入CTC的同時成為無人站。

- 1987年4月1日：日本國鐵正式民營化並進行分割，車站劃歸由JR北海道繼承。
- 1980年代後期～1990年前期：車站建築改建，變成舊車廂車站建築。
- 2022年3月12日：因使用人數減少，廢站[1]。

## 相鄰車站
北海道旅客鐵道（JR北海道）
■宗谷本線
天鹽中川（W64）－歌內（W65）－問寒別（W66）

## 外部連結
- （日語）JR北海道 – 歌內站 （页面存档备份，存于）
- （日語）全驛參觀之旅 （页面存档备份，存于）